# Puerta Norte del Real Jardín Botánico
La Puerta Norte del Real Jardín Botánico de Madrid, también conocida como la Puerta de Murillo, es la puerta principal de acceso del Jardín Botánico de Madrid. Está integrada dentro del Paisaje de la Luz, un paisaje cultural declarado Patrimonio de la Humanidad el 25 de julio de 2021.

## Descripción
Está situada en el número 2 de la Plaza de Murillo, frente a la fachada meridional del Museo del Prado. Esta localización le otorga el sobrenombre de "Puerta de Murillo". Fue creada en el último tercio del siglo XVIII por el arquitecto español Juan de Villanueva.
La Puerta Norte del Real Jardín Botánico está construida en piedra granítica. Tiene una altura de 8 metros, una anchura de 20 metros y un grueso de 4 metros. Consta de tres vanos, los dos laterales son de medio punto y el central es adintelado y está formado, a su vez, por dos columnas monumentales de orden arquitectónico toscano.

## Historia

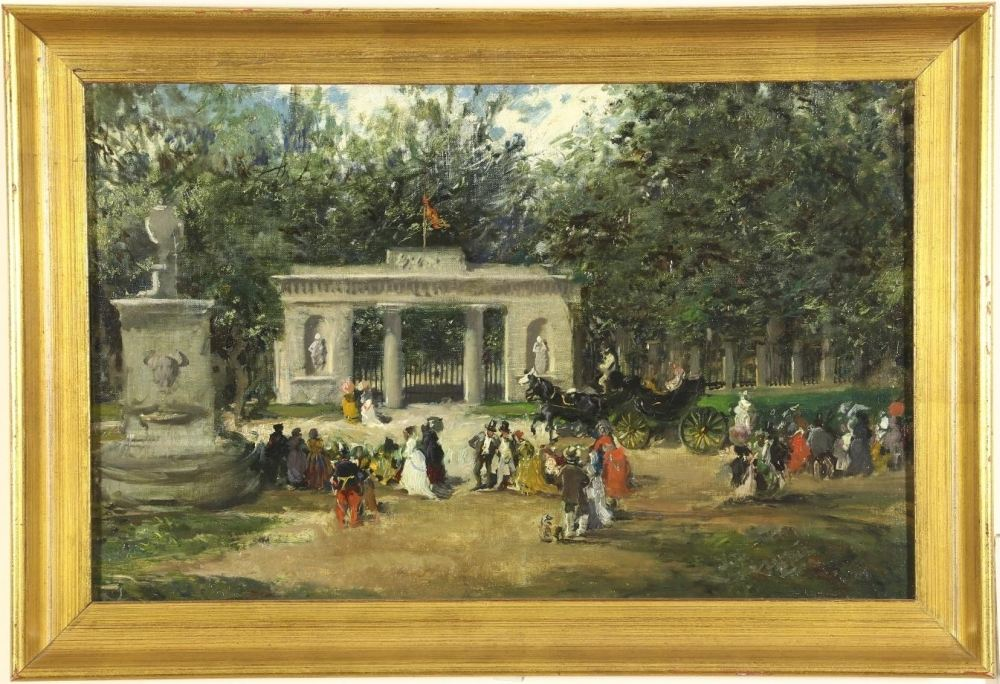
La puerta del Jardín Botánico desde el Museo del Prado, de Francisco Domingo Marqués; Museo de Historia de Madrid, España.

Por real orden de Carlos III del 25 de julio de 1774, se ordenó el traslado del Jardín Botánico, que Fernando VI había creado en el Soto de Migascalientes, al sur del Real Sitio del Buen Retiro. El proyecto inicial fue encomendado en un primer momento al arquitecto italiano Francisco Sabatini, que lo dio por concluido en 1776, aunque años más tarde tuvo que ser abandonado por las fuertes críticas recibidas, ya que no cumplía con los requisitos esperados.
El proyecto del actual del jardín fue finalmente realizado por el arquitecto español Juan de Villanueva en 1780, a quién también se le había hecho el encargo del inicialmente como Real Gabinete de Historia Natural, y en el que dejó patente el gusto neoclásico de la época.
El acceso principal se había hecho hasta entonces a través de la Puerta Real (o de Carlos III) realizada por Sabatini. El diseño de la Puerta Norte fue algo posterior, en 1789. Se inauguró el 23 de septiembre de 1789, horas después de la jura de Fernando VII como Príncipe de Asturias. La verja que cierra el conjunto fue realizada por Pedro José de Muñoa y Francisco de Arrivillaga en Tolosa en el siglo VIII, al igual que la que rodea el conjunto.